# Ústavní krize
Ústavní krize (též konstituční krize) je problém nebo konflikt ve funkci centrálních orgánů státu, který jeho ústava nebo jiné zákony a zvyklosti nedokáží vyřešit. V politologii existuje několik variant této definice. Jeden ji například popisuje jako krizi, která vyvstává ze selhání nebo přinejmenším silného rizika selhání ústavy při plnění jejích klíčových funkcí. Krize může vzniknout z různých příčin. Například vláda může chtít přijmout zákon v rozporu s ústavou; ústava nemusí poskytnout přesné řešení konkrétní situace; ústava může být jasná, ale může být politicky nerealizovatelné ji dodržovat; samotné centrální instituce státu se mohou zhroutit nebo přestanou fungovat tak, jak jim předepisuje zákon; nebo se vedoucí činitelé státu mohou vyhýbat řešení závažného problému na základě účelového výkladu zákona.
Ústavní krize mohou vzniknout z konfliktů mezi různými centrálními orgány, z konfliktů mezi ústředím a místními vládami nebo jednoduše z konfliktů mezi různými frakcemi ve společnosti. Ke krizi dojde, když se jedna nebo více stran politického sporu záměrně rozhodnou porušit ústavní zákon či nepsanou ústavní zvyklost nebo zpochybnit obvyklý právní výklad některého ústavního zákona či ústavní zvyklosti.
Pokud dojde ke krizi, protože ústava je právně nejednoznačná, případné úspěšné řešení takové krize obvykle vytváří právní precedent pro řešení budoucích podobných problémů. Tak tomu bylo například v případě, když v USA roku 1841 poprvé zemřel úřadující prezident a ústava tehdy podobnou situaci podrobně neřešila. Dosavadní viceprezident John Tyler pak prosadil, že jako nástupce zesnulého se uprázdněného úřadu může ujmout coby plnohodnotný prezident bez jakéhokoli omezení, což zůstává v platnosti dodnes.
Z politického hlediska může neřešená ústavní krize vést například k paralýze a případně rozpadu centrálních orgánů státu, ke ztrátě politické legitimity nebo k občanské válce. Konstituční krize se liší od vzpoury, ke které dochází, když na politický řád zaútočí síly, které nemají v danou chvíli rozhodující legální moc ve státě; může pak jít o státní převrat (puč) nebo revoluci vedenou armádou nebo civilisty.
Příkladem mohou být ústavní krize, do kterých se po pádu komunismu koncem 80. let 20. století dostaly všechny tři dříve socialistické federativní státy, kromě Československa také Sovětský svaz a Jugoslávie. Byly zapříčiněny jednak nacionalismem a snahou menších federativních států se odtrhnout či získat více moci (napětí mezi ústředím a místními vládami), ale také tím, že dosavadní a z velké části přetrvávající ústava byla napsána pro situaci, kdy existuje tzv. vedoucí úloha komunistické strany. To mimo jiné znamená, že komunistické ústředí je arbitrem případných konfliktů mezi různými složkami moci. Jakmile komunistické strany nebyly již schopny tuto úlohu vykonávat, neexistovaly zavedené a účinné způsoby, jak konflikty mezi svazovými republikami vyřešit, a všechny tři federace se během krátké doby rozpady. V jugoslávském případě dokonce došlo k občanské válce, v případě Sovětského svazu a Československa se mocenské elity byly schopny alespoň dohodnout na poklidném rozchodu.